# Argavieso
Argavieso (en aragonés Argabieso) es un municipio de la provincia de Huesca, Aragón, España.

## Gentilicio
Argaviesino/a

## Localidades limítrofes
Novales, Alcalá del Obispo, Albero Alto, Pueyo de Fañanás y Blecua

## Historia
Primera mención: el 4 de diciembre de 1097 se cita al señor Fortún de Valle como tenente en “Argavieso”. El escudo hace referencia a Aqua Versus con dos leones dentro

## Administración y política

### Últimos alcaldes de Argavieso
| Período   | Alcalde                | Partido |  |
| --------- | ---------------------- | ------- |  |
| 1979-1983 | Ambrosio López Mavilla | UCD     |  |
| 1983-1987 |                        |         |  |
| 1987-1991 |                        |         |  |
| 1991-1995 |                        |         |  |
| 1995-1999 |                        |         |  |
| 1999-2003 |                        |         |  |
| 2003-2007 | José Luis Satué Audina | PP      |  |
| 2007-2011 |                        | PP      |  |
| 2011-2015 | Mónica Soler Navarro   | PP      |  |
| 2015-2019 | Mónica Soler Navarro   | PP      |  |

| Partido político    | Partido político                                   | 2003   | 2007   | 2011   | 2015   |
| Partido político    | Partido político                                   | Ediles | Ediles | Ediles | Ediles |
|                     | Partido Popular de Aragón (PP)                     | 5      | 3      | 3      | 4      |
|                     | Partido de los Socialistas de Aragón (PSOE-Aragón) | —      | 2      | 2      | 1      |
| Total de concejales | Total de concejales                                | 5      | 5      | 5      | 5      |

## Demografía
Argavieso cuenta con una población de 112 habitantes (INE 2024).
| Gráfica de evolución demográfica de Argavieso entre 1842 y 2021                                                     |
| |
| Población de derecho según los censos de población del INE Población de hecho según los censos de población del INE |

| 1900 | 1910 | 1930 | 1940 | 1950 | 1960 | 1970 | 1981 | 1986 | 1992 | 1999 | 2004 |
| ---- | ---- | ---- | ---- | ---- | ---- | ---- | ---- | ---- | ---- | ---- | ---- |
| 301  | 294  | 290  | 286  | 277  | 212  | 165  | 126  | 129  | 116  | 128  | 127  |

## Monumentos

### Monumentos religiosos
- Iglesia parroquial de la Natividad: Construida entre los siglos XVIII y XIX.

### Monumentos civiles
- Castillo Palacio de Argavieso: Construido en varias fases, tiene su origen en el siglo X. Fue reconquistado en los últimos años del siglo XI por Pedro I de Aragón. En 1097 era propiedad de Fortún del Valle, pasando años después a manos de los agustinos de Montearagón y después a la Orden de San Juan de Jerusalén. En el siglo XV pasó a una rama segunda de los Gurrea, los Argavieso. Fue reformado en el siglo XVI ocnstruyéndose en el centro del palacio un patio renacentista. A pesar de haberse acogido a la declaración genérica de protección del decreto de 22 de abril de 1949 (Ley 16/1985 sobre el Patrimonio Histórico Español)csu estado actual es de ruina progresiva, razón por la cual ha sido incluido en la Lista roja de patrimonio en peligro de la asociación para la defensa del patrimonio Hispania Nostra.

## Cultura
- Las viviendas más antiguas del casco urbano pertenecen al siglo XVII.

## Fiestas
- Día 8 de septiembre en honor a la Natividad de la Virgen.

## Personas destacadas
- Don Felipe Martín del Campo – (n.1840) Pedagogo que fundó un colegio en Madrid al que acudieron los hijos de toda la nobleza de la ciudad.
- Pedro Lisbona Alonso (1881-1955), sacerdote y periodista.